# Grès de plage

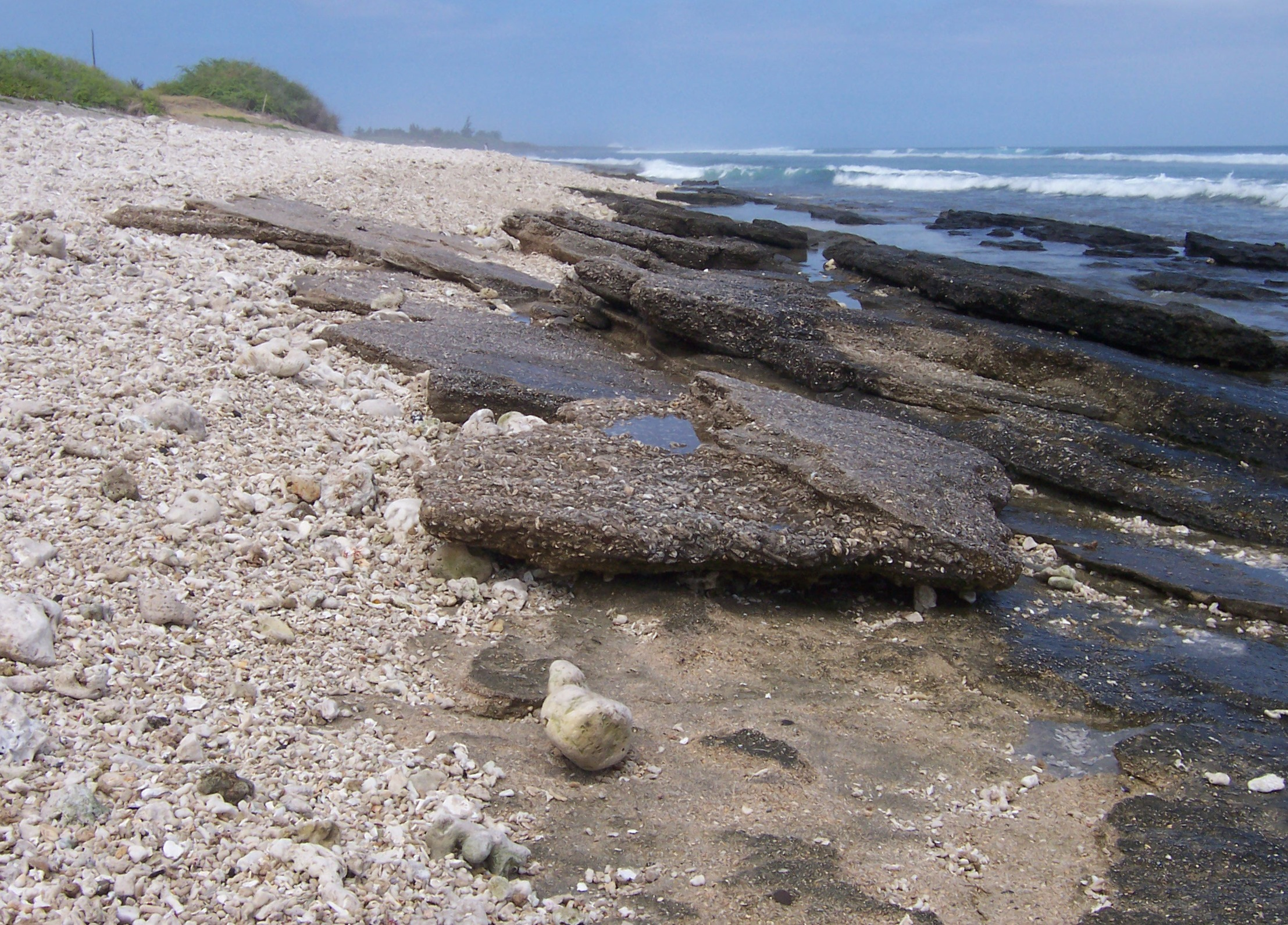
Grès de plage à La Réunion.

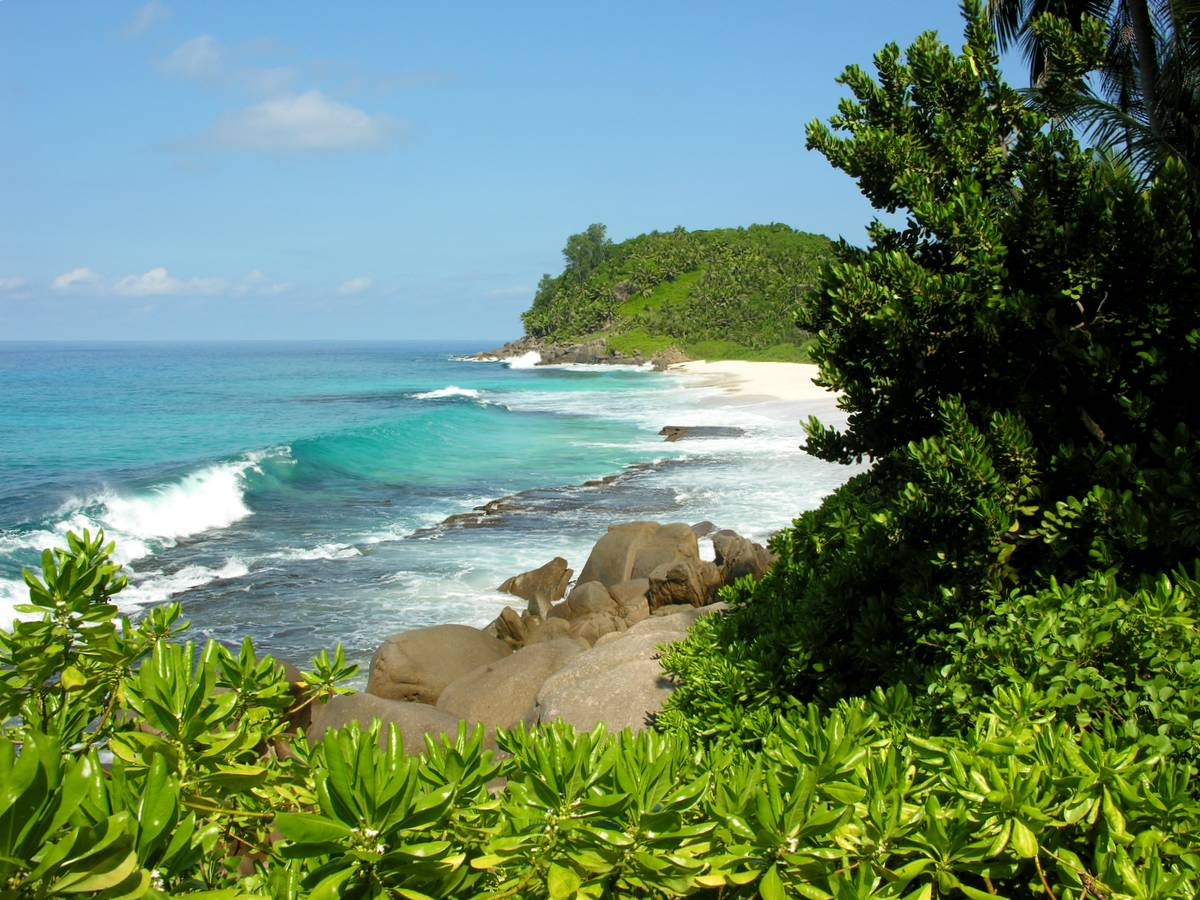
Grès de plage au Petit Police, à Mahé, Seychelles (le grès de plage se situe dans la zone de déferlement des vagues, au premier plan il s'agit de roches granitiques).

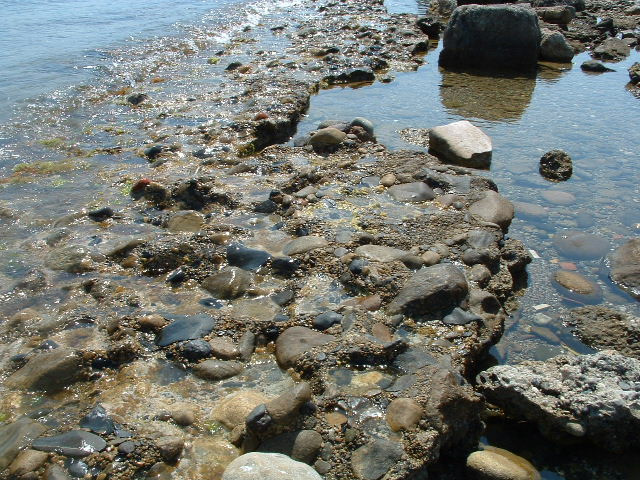
Grès de plage à Messine, Italie.

Un grès de plage (en anglais beach-rock) est une roche sédimentaire qui se forme dans la zone littorale, par cimentation rapide du sable ou des débris coquillers ou coralliens sur une plage, parallèlement au rivage, au niveau de la zone de déferlement des vagues ou de balancement des marées. Ce sédiment de plage consolidé, en dalles plus ou moins épaisses, se rencontre fréquemment dans les mers coralliennes. Il s'agit d'un phénomène contemporain qui avait été noté par Charles Darwin.
Les mots grès de plage, beach-rock, beachrock ou sandstone appartiennent au vocabulaire de la géomorphologie littorale et font l'objet de très nombreuses études spécialisées. Les géomorphologues les considèrent comme des formations superficielles.

## La diagénèse

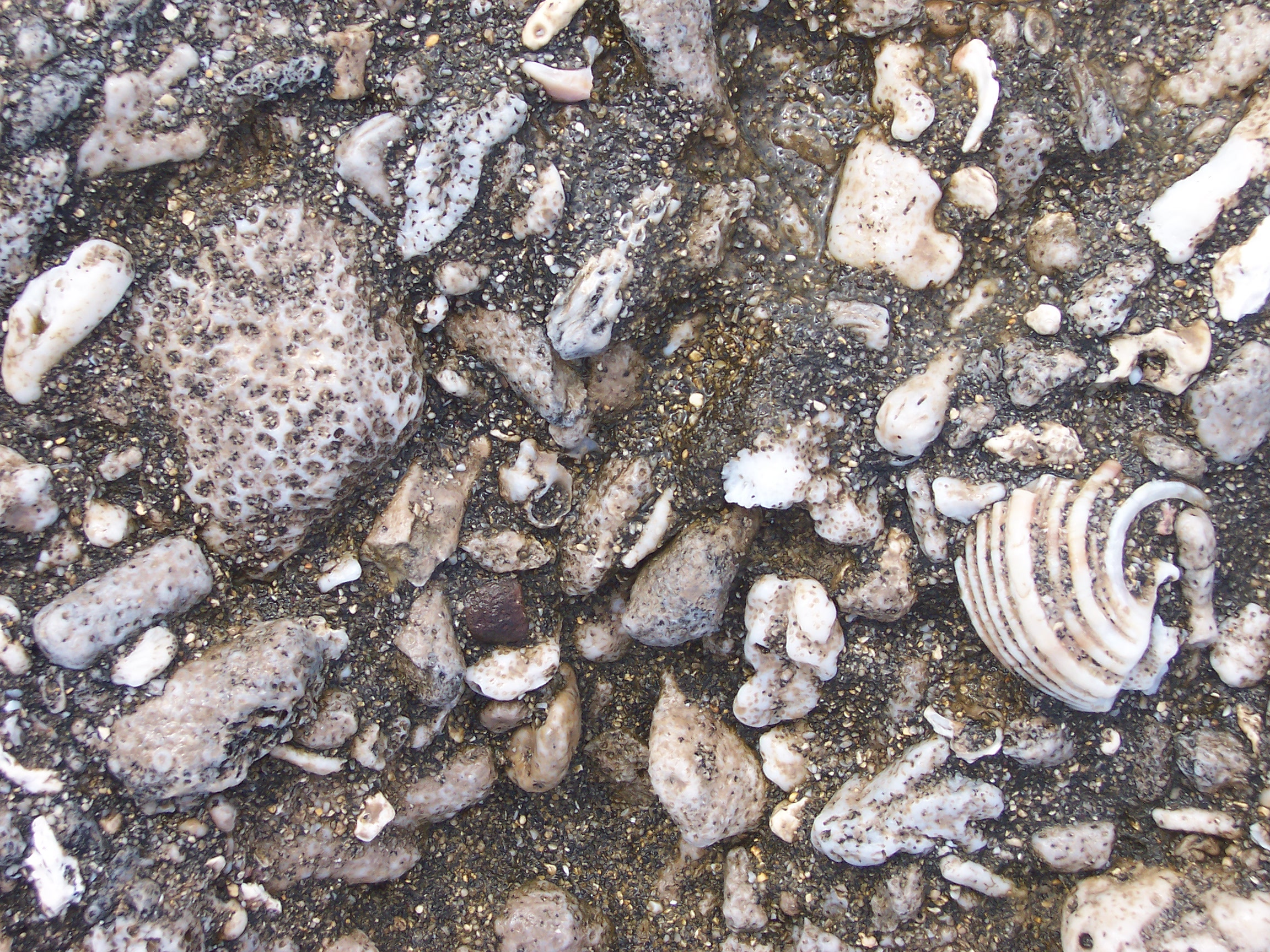
Détail des éléments cimentés, fragments coralliens et coquilles de mollusques.

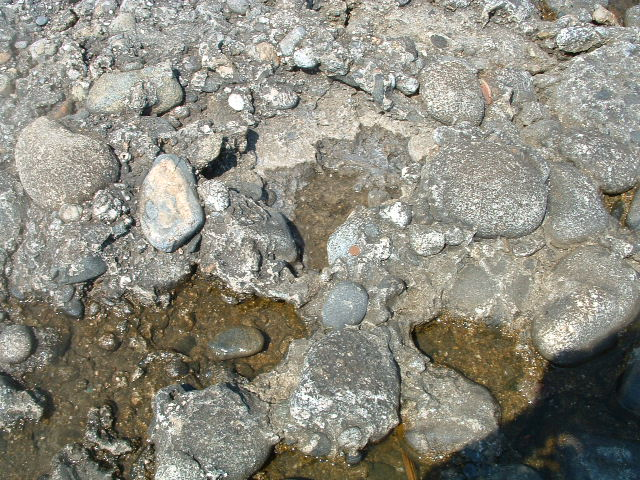
Grès de plage à Messine, Italie.

Par diagenèse, le sable corallien et les débris, souvent d'origine biologique, se cimentent plus ou moins solidement. L'eau de mer, à marée haute, chargée en hydrogénocarbonates dissous, apporte le liant qui cimente le grès ; lorsque l'eau s'évapore, à marée basse, l'hydrogénocarbonate de calcium se dépose sur les grains de sable sous forme de carbonate de calcium solide et les agglomère ainsi. Le premier stade de la formation peut également dépendre de cyanobactéries. L'espace favorable à cette formation correspond à la zone intertidale.
Il existe également des grès de plage à ciment ferrugineux.
Outre pour les géomorphologues qui étudient les variations du niveau de la mer, le grès de plage peut intéresser les archéologues de l'histoire contemporaine, car il incorpore souvent et fossilise des produits (artefacts) de la civilisation, des éléments récents. Par exemple sur certaines îles du Pacifique, des armes et des munitions de la Seconde Guerre mondiale sont inclus dans du grès de plage là où se sont déroulés les combats.

## La morphologie des grès de plage
Les grès de plage se présentent en bancs parallèles au rivage avec un faible pendage vers la mer, au niveau de la zone de balancement des marées. Ces bancs sont en général lités et les couches constituées d'éléments de granulométries différentes. 
Les grès de plage se forment donc actuellement mais il en existe de plus anciens, durant tout l'Holocène, au Pléistocène ainsi qu'au Lutétien. Ainsi, les dalles de grès issues de dépôts sédimentaires marins d'âge holocène peuvent caractériser d'anciennes lignes de rivage et se trouver à des altitude différentes. Par exemple à Clipperton (Pacifique Nord), on a repéré trois niveaux de grès de plage.
Dans certains secteurs, elles peuvent également atténuer l'énergie des vagues et avoir un rôle dans la dynamique côtière. 

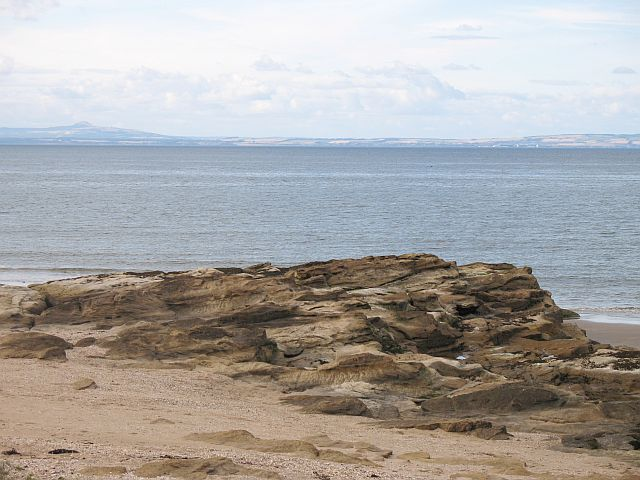
Formation de grès de plage à Gullane, au Royaume-Uni.